# Мансон, Нюма
Нюма Мансон (фр. Numa Manson, до эмиграции из России — Нухим (Нюма) Хаскелевич Манзон; 26 октября 1913, Екатеринослав — 11 февраля 1993, Пуатье) — французский учёный-физик.

## Биография
Родился в 1913 году в Екатеринославе, в семье екатеринославского купеческого сына Хаскеля Нухимовича (в быту Петра) Манзона и зубного врача Марии Израилевны Левиной. Вскоре семья перебралась в Одессу (в это время отец стал николаевским второй гильдии купцом), где в 1915 году родилась его сестра Лидия (1915—2005), позже в Москву, а в 1923 году эмигрировала в Германию. В 1926 году с родителями переехал в Париж. 
В 1934 году Нюма Мансон окончил факультет наук Парижского университета, в следующем году — Высшую школу сварки, где год отработал инженером-исследователем. В 1937 году получил французское гражданство. С 1936 по 1941 год служил во французской армии, участвовал в боевых действиях, находился в плену, был освобожден в 1941 году. Родители во время оккупации были депортированы в концлагерь и погибли.
Работал под руководством академика Рибо в Институте сварки (1941—1945) и во Французском институте нефти (1946—1954). В 1946 году защитил диссертацию по распространению пламени и взрывных волн. Возглавлял научную группу по изучению реактивных двигателей во Французском институте нефти.
С 1954 года жил в Пуатье, преподавал в университете Пуатье, исполнял обязанности декана факультета наук, преподавал также в Высшей национальной школе механики и аэротехники (ENSMA), был её ректором (1962—1964). Профессор. В 1967 году, вместе с профессорами Э. К. Оппенгеймом (Беркли) и Р. И. Солоухиным (Минск), он основал ICDERS (англ. the International Committee on Gasdynamics of Explosions and Reactive Systems). Сотрудник Национального центра научных исследований (CNRS), затем директор лаборатории в CNRS (1973—1982).
Член Международной академии астронавтики. Соредактор издания «Acta Astronautica» (1973—1978). В 1975 году основал медаль «Нюмы Мансона», которую вручают учёным раз в два года «за выдающийся вклад в исследование динамики взрыва и реагирующих систем». Президент Французской национальной ассоциации докторов наук. Автор 200 научных трудов по физике высоких температур, термодинамике. Сотрудничал с советскими и американскими учёными, приезжал в СССР. Архив Мансон находится в Пуатье в Медиатеке и в Высшей национальной школе механики и аэротехники.

## Награды
- Награждён орденом Почётного легиона, орденом Академических пальм.
- Лауреат Французской Академии наук (1959, 1971).